# Liste der Monuments historiques in Bois-de-Céné
Die Liste der Monuments historiques in Bois-de-Céné führt die Monuments historiques in der französischen Gemeinde Bois-de-Céné auf.

## Liste der Bauwerke
| Bezeichnung             | Beschreibung | Standort               | Kennzeichnung | Schutzstatus | Datum | Bild           |
| ----------------------- | ------------ | ---------------------- | ------------- | ------------ | ----- | -------------- |
| Abbaye de l’Île-Chauvet |              | (Lage)                 | PA00110048    | Classé       | 1992  | weitere Bilder |
| Kirche St-Étienne       |              | (Lage)                 | PA00110049    | Inscrit      | 1926  | weitere Bilder |
| Haus                    |              | Nahe der Kirche (Lage) | PA00110050    | Inscrit      | 1927  |                |
| Motte                   |              | (Lage)                 | PA00110051    | Inscrit      | 1988  | weitere Bilder |

## Liste der Objekte
- Monuments historiques (Objekte) in Bois-de-Céné in der Base Palissy des französischen Kultusministeriums